# Kirdimi (ville)
Pour l’article homonyme, voir Kirdimi.
Kirdimi est le chef-lieu du Borkou Yala, dans la région du Borkou au Tchad.